# Лысые горы
Лысые горы — участок заповедника «Белогорье», расположенный в 3 километрах юго-западнее города Губкина, в верховьях одного из правых притоков реки Осколец.

## История
Урочище Лысые Горы давно было известно в научных кругах как одно из местообитаний редких видов растений Среднерусской возвышенности, приуроченных к сообществам «сниженных альп».
В начале 1950-х годов С. В. Голицын посетил окрестности города Губкина. В статье «Сниженные альпы и тимьянники Среднеруской возвышенности», опубликованной в 1954 г., были названы три небольших участка с проломником Козо-Полянского, в том числе Лысые Горы у с. Сергиевка. Однако, в состав ботанических памятников природы Центрального Черноземья Лысые Горы не были включены.
Процесс заповедания Лысых Гор начался в 1991 году, когда урочище Лысые Горы на площади 170 га было утверждено ботаническим заказником областного значения решением Белгородского облисполкома N 267 от 30.08.1991 г.
Распоряжением Совета Министров Российской Федерации N 1619-р от 9 сентября 1993 г. участок Лысые Горы на площади 170 га включен в состав Центрально-Чернозёмного заповедника.
В 1999 году участок Лысые Горы вошёл в состав заповедника «Белогорье», вновь образованного на базе существовавшего ранее заповедника «Лес на Ворскле».

## Физико-географические особенности
Участок представляет собой уникальный ландшафт, особенно интересный для геоморфологов и ботаников. Процессы активного рельефообразования идут здесь до сих пор. Лысые Горы — это размытый водами последнего оледенения участок меловых останцов с преобладанием склонового типа местности. Останцы-гривы вытянуты подковой с северо-востока на северо-запад и с запада на восток к долине Безымянного ручья в днище балки.
Территория участка принадлежит к Донскому бассейну, в восьми километрах к западу от участка находится водораздел с верховьями реки Сейм, принадлежащий уже Днепровскому бассейну.
Коренные породы мелового возраста близко подходят к дневной поверхности и часто встречаются в обнажениях. Сложность геоморфологических условий отражается на почвенном покрове. На участке выделено до 12 типов структур почвенного покрова на базе чернозёмов типичных, выщелоченных, карбонатных, остаточно-карбонатных и черноземов гидроморфных (по днищам лощин и балок). Зональные почвы окружающих водораздельных увалов представлены чернозёмами типичными тяжёлосуглинистыми мощными с хорошо развитым почвенным профилем, имеющим полный набор генетических горизонтов.

## Растительный и животный мир

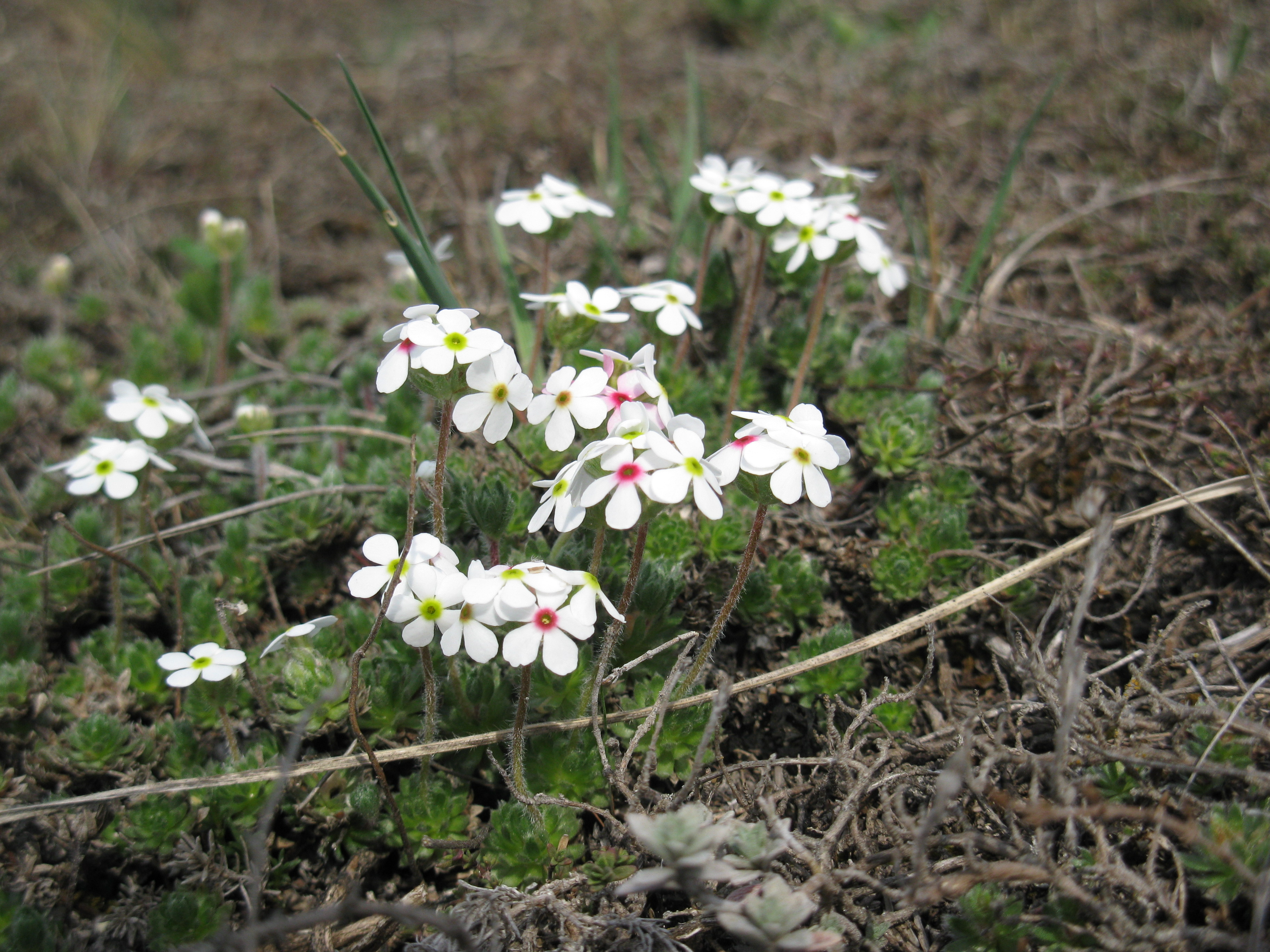
Проломник Козо-Полянского.

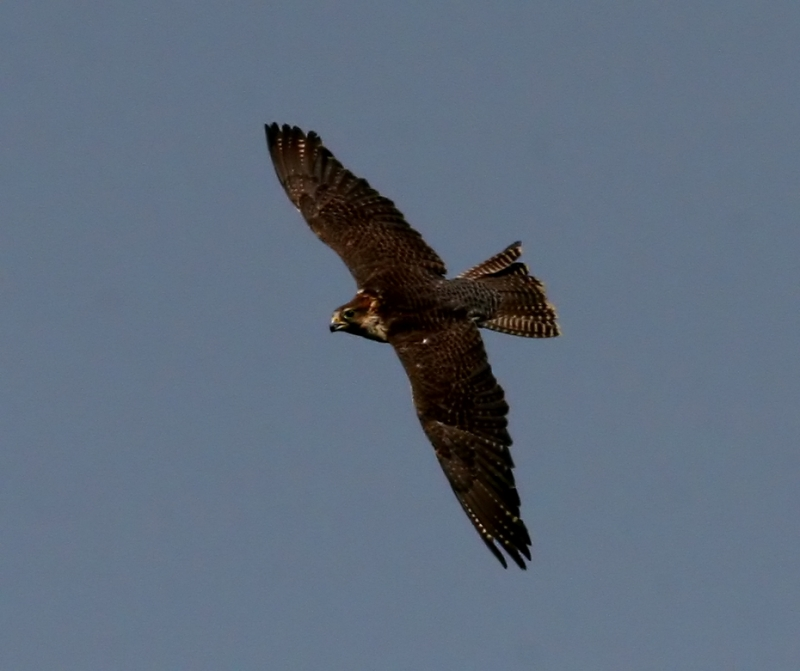
Балобан.

Главная ценность участка — фрагменты степей, меловых сообществ и естественный широколиственный лес. На территории участка известно произрастание 571 вида сосудистых растений (4 вида из Красной Книги РФ — брандушка разноцветная, рябчик русский, ковыль перистый, проломник Козо-Полянского), 42 вида мохообразных, 66 видов лишайников и 60 видов грибов.
Наибольший интерес  представляют сниженноальпийские и степные группировки, занимающие около 51 га. Они развиты в основном на склонах, занятых различными вариантами степей и остепнённых лугов, в том числе злаково-разнотравных, ковыльных, типчаковых, петрофитных (по обнажениям мела). К «сниженным альпам» ботаники относят растительность чернозёмных склонов, подстилаемых мелом, с преобладанием осоки низкой и сопутствующих ей видов, среди которых проломник Козо-Полянского, овсец пустынный, володушка многожилковая, бурачёк Гмелина, оносма простейшая и другие.
«Сниженные альпы» возникли в результате чередования оледенений и межледниковых периодов, во время которых неоднократно изменялись границы степной зоны. Сюда проникли тундровые, лесные, пустынные, горные виды растений и сохранились до наших дней. То есть, на территории Лысых Гор, сохранились фрагменты древних (реликтовых) ландшафтов. Здесь представлена одна из крупнейших в России популяция проломника Козо-Полянского, являющегося эндемиком юга Среднерусской возвышенности. Это типичный представитель субальпийского и альпийского поясов гор Европы. Густо покрывает меловые склоны ещё одно реликтовое растение — оносма простейшая. Природный ареал оносмы не выходит за пределы степной зоны Европейской России и Южной Сибири. Реликтом ледникового периода является овсец пустынный. Изредка на участке встречается ещё один реликт — володушка многожилковая — растение альпийских лугов Западной Европы, Урала, Южной Сибири. На меловых обнажениях растут астрагал шерстистоцветковый, лён многолетний, крестовник Швецова, бурачёк Гмелина, чабрец меловой, живучка хиосская.
К лесам естественного происхождения относятся байрачные кленово-липовые дубравы производного типа. Имеются лесные культуры различных древесно-кустарниковых пород, а также пойменные луга.
Из представителей животного мира на территории участка обитают 19 видов млекопитающих обычных для лесостепи: обыкновенная лисица, степной хорь, барсук, слепыш, обыкновенный ёж, заяц-русак, кабан, косуля, лось, серый хомячок, обыкновенная бурозубка, полёвка восточноевропейская и рыжая, мышь-малютка, мышь полевая и лесная и др. Обитает более 100 видов птиц (3 вида из Красной Книги РФ — балобан, малая крачка, средний дятел). Встречаются 4 вида амфибий  и 2 вида рептилий, один из которых (степная гадюка — КК РФ) акклиматизирован в 90-х годах XX в. Мир беспозвоночных животных Лысых Гор ещё далеко не изучен. Однако, уже сегодня здесь отмечены 15 видов насекомых, занесенных в Красную Книгу России и Красную Книгу Белгородской области.